# Бєлоглазов Павло Никифорович
Павло Никифорович Бєлоглазов (1905, село Андросовка Самарського повіту Самарської губернії, тепер Самарської області, Російська Федерація — січень 1988, місто Орел, тепер Російська Федерація) — радянський діяч органів держбезпеки, полковник. Депутат Верховної ради СРСР 3-го скликання.

## Біографія
Народився в родині селянина-бідняка, батько помер у 1921 році. У 1917 році закінчив три класи сільської школи в селі Андросовка.
З травня 1917 до вересня 1921 року працював у господарстві батька в селі Андросовка. З вересня 1921 до червня 1922 року наймитував у заможних селян села Чорнозер'є Пензенської губернії, з червня 1922 до квітня 1923 року наймитував у заможних селян села Андросовка Самарського повіту.
У квітні — серпні 1923 року — чорнороб військового заводу № 15 міста Іващенкове Самарської губернії. У серпні — листопаді 1923 року — чорнороб сільськогосподарської дослідної станції на станції Безенчук Самаро-Златоустівської залізниці. З листопада 1923 до травня 1924 року наймитував у заможних селян села Андросовка Самарського повіту. У травні — серпні 1924 року — чорнороб військового заводу № 15 міста Іващенкове Самарської губернії. З серпня 1924 до травня 1925 року знову наймитував у заможних селян села Андросовка.
У травні 1925 — жовтні 1926 року — учень-тракторист комітету селянської взаємодопомоги села Андросовка. З жовтня 1926 до березня 1927 року навчався на курсах трактористів у Самарі. У березні — жовтні 1927 року — тракторист сільськогосподарської артілі «Отрада» села Андросовка.
У жовтні 1927 — жовтні 1930 року — в Червоній армії: курсант полкової школи, помічник командира взводу 20-го батальйону 101-го полку в місті Сизрань.
Член ВКП(б) з квітня 1929 року.
У листопаді 1930 — серпні 1932 року — практикант оперативного сектора ДПУ в місті Сизрань. З серпня 1932 до січня 1933 року — на курсах оперативного складу Повноважного представництва ОДПУ в Самарі.
У січні — березні 1933 року — уповноважений Кінель-Черкаського районного відділу ДПУ Середньоволзького краю. У березні 1933 — лютому 1935 року — заступник начальника політичного відділу Саринської машинно-тракторної станції з роботи ОДПУ Новопокровського району Середньоволзького краю. У лютому — грудні 1935 року — заступник начальника політичного відділу Кваркенського зернорадгоспу з роботи ОДПУ-НКВС Оренбурзької області.
У січні 1936 — липні 1938 року — старший оперуповноважений, помічник начальника 3-го відділення, начальник 3-го відділення 3-го відділу УДБ УНКВС по Оренбурзькій області.
У серпні — грудні 1938 року — помічник начальника 4-го відділення 7-го відділу 1-го Управління НКВС СРСР у Москві. У грудні 1938 — вересні 1939 року — старший слідчий слідчої частини НКВС СРСР у Москві.
У вересні 1939 — липні 1941 року — начальник слідчої частини УНКВС—УНКДБ по Станіславській області.
У липні 1941 — липні 1942 року — заступник начальника особливого відділу НКВС 38-ї армії Південно-Західного фронту. У липні — жовтні 1942 року — заступник начальника особливого відділу НКВС 1-ї танкової і 63-ї армії Південно-Західного фронту. У жовтні 1942 — квітні 1943 року — начальник особливого відділу НКВС 24-ї армії Донського фронту. У квітні 1943 — травні 1944 року — начальник відділу контррозвідки СМЕРШ 4-ї гвардійської армії 2-го Українського фронту. У травні 1944 — липні 1945 року — заступник начальника управління контррозвідки СМЕРШ 2-го Українського фронту.
У липні 1945 — серпні 1946 року — заступник начальника управління контррозвідки СМЕРШ Смоленського військового округу. З серпня 1946 до травня 1947 року — в розпорядженні МДБ СРСР.
15 травня 1947 — 25 березня 1952 року — начальник Управління МДБ по Орловській області. Одночасно, з вересня 1948 до липня 1949 року навчався у Вищій школі МДБ СРСР.
25 березня 1952 — 16 березня 1953 року — заступник міністра державної безпеки Узбецької РСР. 27 травня 1953 — 22 квітня 1954 року — заступник міністра внутрішніх справ Узбецької РСР. 22 квітня 1954 — 22 квітня 1955 року — заступник голови КДБ при Раді міністрів Узбецької РСР.
22 квітня 1955 — 30 серпня 1963 року — голова КДБ при Раді міністрів Марійської АРСР.
З жовтня 1963 року — персональний пенсіонер у містах Йошкар-Ола та Орел.
Помер на початку січня 1988 року в місті Орел.

## Звання
- сержант державної безпеки (2.03.1936)
- молодший лейтенант державної безпеки (17.08.1937)
- лейтенант державної безпеки (11.04.1939)
- капітан державної безпеки (12.12.1941)
- підполковник державної безпеки (11.02.1943)
- полковник (26.05.1943)

## Нагороди
- орден Леніна (25.06.1954)
- чотири ордени Червоного Прапора (14.02.1943, 3.11.1944, 25.07.1949,)
- ордени Вітчизняної війни І ст.
- два ордени Червоної Зірки (18.02.1942, 3.11.1944)
- 14 медалей
- знак «Почесний працівник ВЧК-ГПУ(XV)» (9.05.1938)
- знак «Почесний співробітник держбезпеки» (23.12.1957)